# كين بيتس
كين بيتس (بالإنجليزية: Ken Bates)‏‏ (4 ديسمبر 1931 - ) شخصية أعمال، ولاعب كرة قدم، ورائد أعمال من المملكة المتحدة.